# Marit Fiane Grødum
Marit Helene Fiane Grødum, nata Christensen (Vestby, 11 dicembre 1980), è un'ex calciatrice norvegese, di ruolo difensore.
Ritiratasi nel 2016, con i colori del Røa tra il 2004 e il 2010 ha conquistato cinque titoli di campione di Norvegia e altrettante Coppe di Norvegia. Inoltre è stata per dieci anni membro della nazionale norvegese, con la quale si è laureata vicecampione d'Europa a Inghilterra 2005 e Svezia 2013, nonché inserita nella UEFA Squad of the Tournamen in quest'ultima edizione.
Nata Christensen, ha cambiato cognome dopo aver sposato il pattinatore di velocità su ghiaccio Øystein Grødum il 31 agosto 2013.

## Palmarès

### Club
- Campionato norvegese: 5

Røa: 2004, 2007, 2008, 2009, 2011
- Coppa di Norvegia: 5

Røa: 2004, 2006, 2008, 2009, 2010

### Individuale
- UEFA Squad of the Tournament

Campionato europeo femminile di calcio 2013